# Мустафіна Алія Фаргатівна
Алія Фаргатівна Мустафіна (рос. Алия Фаргатовна Мустафина, тат. Алия Фәрхәт кызы Мостафина 30 вересня 1994) — російська гімнастка. Дворазова олімпійська чемпіонка у вправах на брусах, п'ятиразова призерка Олімпійських ігор (дворазова срібна призерка у командному багатоборстві, дворазова бронзова призерка в особистому багатоборстві, володарка бронзової медалі у вільних вправах (2012)). Триразова чемпіонка світу, п'ятиразова чемпіонка Європи, семиразова призерка чемпіонатів Європи і восьмиразова призерка чемпіонатів світу. 2012 року її визнано спортсменкою року в Росії. Лауреатка призу «Срібна лань». Заслужена майстриня спорту Росії. Перша російська олімпійська чемпіонка, народжена в Російській Федерації

## Життєпис

### Родина
Батько гімнастки Фаргат Мустафін був бронзовим призером Олімпійських ігор 1976 року у Монреалі з греко-римської боротьби, а також тренером у спортивній школі ЦСКА. Мати Алії, Олена Анатоліївна Мустафіна (до шлюбу Кузнецова), — вчителька фізики. Молодша сестра Алії — Наїля Мустафіна також займається спортивною гімнастикою і є майстринею спорту, але після травми пішла з професійного спорту, беручи участь в аматорських змаганнях. Бабуся і дідусь по материнській лінії були родом із Волкова Егор'євського району Московської області, а предки по батьківській лінії — із села Мале Рибушкіно Краснооктябрьского району Нижньогородської області.

### Початок кар'єри
У шість років батько привів Алію в спортивну секцію. Алія вигравала одне за іншим дитячі змагання, потім юніорські: вона завоювала 5 золотих медалей на III Спартакіаді учнів. Але через деякий час залишила тренування: через відсутність взаєморозуміння Алія вступила в конфлікт зі своїм тренером Діною Камаловою і не приходила до зали. Потім Алія все ж повернулася, але тренуватися стала у Олександра Александрова, з яким у неї склалися довірчі стосунки.

### Юніорська професійна кар'єра
У вересні 2007 року Алія виступила на неофіційному чемпіонаті світу серед юніорів «Junior International» в Йокогамі, де завоювала 5 срібних медалей — в абсолютній першості та окремих видах багатоборства, поступившись лише американці Ребеці Бросс, яка виграла 5 золотих медалей.
У французькому Клермон-Феррані на юніорській першості Європи 2008 року зі спортивної гімнастики Мустафіна разом із Тетяною Набіевою, Анною Дементьєвою, Тетяною Соловйовою та Анастасією Новіковою посіла перше місце в командному турнірі, набравши 180,625 бали. Понад 10 балів поступилися росіянкам француженки, які завоювали срібло. При цьому сума балів у команди російських юніорок перевищила результати дорослих співвітчизниць на 4,200 бали. У багатоборстві Алія завоювала срібну медаль, поступившись лише Тетяні Набієвій.

### Доросла кар'єра 2009—2013
На чемпіонаті Росії 2009 року в жіночому багатоборстві Алія завоювала золото, випередивши Ксенію Семьонову і Тетяну Набієву. Другу золоту медаль спортсменка виграла у складі команди Москви, в якій виступали Юлія Бергер, Олена Замолодчикова, Анна Миздрикова, Олена Сирникова і Марія Чибіскова. В окремих видах багатоборства вона також не залишилася без медалей, завоювавши повний комплект нагород: срібло (бруси), бронзу (вільні вправи) і золото (колода).
На Кубку Росії Алія здобула перемогу в багатоборстві. Змагання були відбірковими на чемпіонат світу, але спортсменка не змогла взяти в них участі, оскільки  їй ще не виповнилося 16 років, що за правилами Міжнародної федерації гімнастики перешкоджає участі в офіційних міжнародних стартах.
На Всесвітній Гимназіаді в катарській Досі росіянка завоювала п'ять золотих медалей, вигравши турнір у багатоборстві, у складі команди (Дементьєва, Мусіна, Набієва, Свиридова), у вільних вправах, а також у вправах на колоді і брусах. Крім того, в активі Мустафіної срібло в опорному стрибку.
2010 року першим стартом спортсменки після тривалої перерви, пов'язаної з травмою, став четвертий етап Кубка світу, де вона показала другий результат у вправі на колоді і 4-й на брусах.
Наступним стартом для Алії став чемпіонат Європи 2010 року в Бірмінгемі, де вона разом з Ксенією Василенко, Анною Миздриковою, Катериною Курбатовою, Тетяною Набієвою завоювала золото, набравши 169,700 бала і двічі стала срібною призеркою: у вправі на брусах, здобувши 15,050 бала і у вправі на колоді з сумою 14,375 бала.
У рамках підготовки до чемпіонату світу в Роттердамі збірна Росії взяла участь у розіграші Відкритого Кубка Японії. Алія, Тетяна Набієва, Анна Дементьєва, Раміля Мусіна і Ксенія Афанасьєва обіграли найближчих суперниць — гімнасток Японії — на чотири бали (173,850 і 169,850 відповідно). У багатоборстві Алія показала третій результат (57,100 бала).
На Кубку Росії в Челябінську Алія виграла у фіналі багатоборства з результатом 62,271 бала, випередивши срібну призерку Ксенію Афанасьєву на 3,597 бала, вигравши вільні вправи і бруси, ставши другою у опорному стрибку, на колоді — третій.
За результатами виступів упродовж сезону і модельних тренувань на «Круглому Озері» увійшла до складу команди на чемпіонат світу 2010, де планувала завоювати медалі на брусах, в опорному стрибку та у багатоборстві. Спеціально до чемпіонату Алія ускладнила програму в опорному стрибку, вивчивши складний стрибок з базовою вартістю 6,5 (на той момент) — «2,5 гвинта Юрченко». Своїм виступом у кваліфікації Алія підтвердила серйозність своїх намірів, вийшовши з першим результатом у фінал багатоборства і відібравшись у фінал всіх 4 окремих видів, що востаннє вдавалося Світлані Хоркіній 1997 року. У фіналі багатоборства Алія завоювала золоту медаль з результатом 61,032 бала, випередивши на 1,034 бала китайську гімнастку Цзян Юйюань. Російською гімнасткою, яка стала чемпіонкою світу в особистому багатоборстві, до Алії була Світлана Хоркіна, яка була першою 2003 року в американському Анагаймі. Крім золотих медалей у командній та індивідуальній першості, Алія тричі ставала срібною призеркою в окремих видах багатоборства — опорному стрибку, брусах та вільних вправах. На колоді спортсменка впала і вибула з боротьби за медалі. У фіналі опорного стрибка Алія могла розраховувати не на срібло, а на золото, але в другій спробі судді оцінили складність стрибка в 5,7 бала замість 6,1. Керівники збірної Росії подали в Апеляційне журі Міжнародної федерації гімнастики протест, але його відхилили. У підсумку Алія, дебютантка чемпіонату, завоювала найбільшу кількість медалей на чемпіонаті — 5 (2 золота і 3 срібла), що дозволило збірній Росії посісти друге загальнокомандне місце після Китаю.
Першим стартом 2011 року для Алії став виступ на етапі Кубка світу в Джексонвіллі, де у багатоборстві вона стала срібною призеркою, поступившись американці Джордін Вібер 0,068 бала.
У рамках підготовки до чемпіонату Європи вона також виступила на етапі Кубка світу в Парижі, де була першою у трьох видах багатоборства — опорному стрибку, вправі на брусах і колоді. Завдяки трьом перемогам Мустафіної, росіяни показали найкращий результат у загальнокомандному заліку.
На чемпіонаті Європи 2013 року, який проходив у Москві, завоювала «золото» у багатоборстві та на брусах, кваліфікувалася у фінал на вільних вправах, але віддала право на участь подрузі по команді Анастасії Гришиній, яка потрапила в резерв, у фінал на колоді не пройшла, оскільки у кваліфікації виступила на цьому снаряді невдало.

### Травма

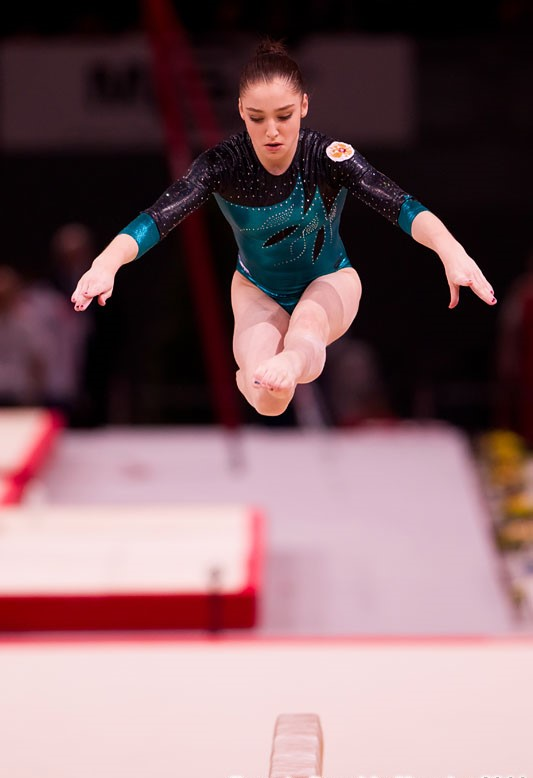
Алія Мустафіна виконує вправу на колоді, березень 2011

8 квітня 2011 року на чемпіонаті Європи Алія пошкодила ногу в першому ж виді фінальних змагань у багатоборстві — при приземленні після виконання опорного стрибка. Поміст вона залишила на руках у одного з тренерів команди. Судді оцінили виступ Мустафіної в 15,375 бала. Завдяки цій оцінці, Алія очолила протокол змагань після першого снаряда, але через цю травму була змушена знятися зі змагань. Після обстеження німецькі лікарі діагностували розрив хрестоподібних зв'язок лівого коліна. 13 квітня спортсменку прооперував у спеціалізованій клініці доктор Міхаель Штробель, який свого часу лікував німецького тенісиста Бориса Беккера. Через тривалу реабілітацію спортсменка пропустила чемпіонат світу, а почала тренуватися через 3 місяці після травми. Бет Тведдл, яка в своїй кар'єрі травмувалася кілька разів, зазначила, що для неї було дивним, як швидко гімнастка відновилася після важкої травми, додавши при цьому, що вона переживала за неї. Тренер збірної Андрій Родіоненко вважав, що страх за свою ногу залишиться на все життя, що не дозволило б гімнастці виступати на тому ж рівні й далі. Алія заявляла, що страху як не було, так і немає.

### Олімпійські ігри 2012

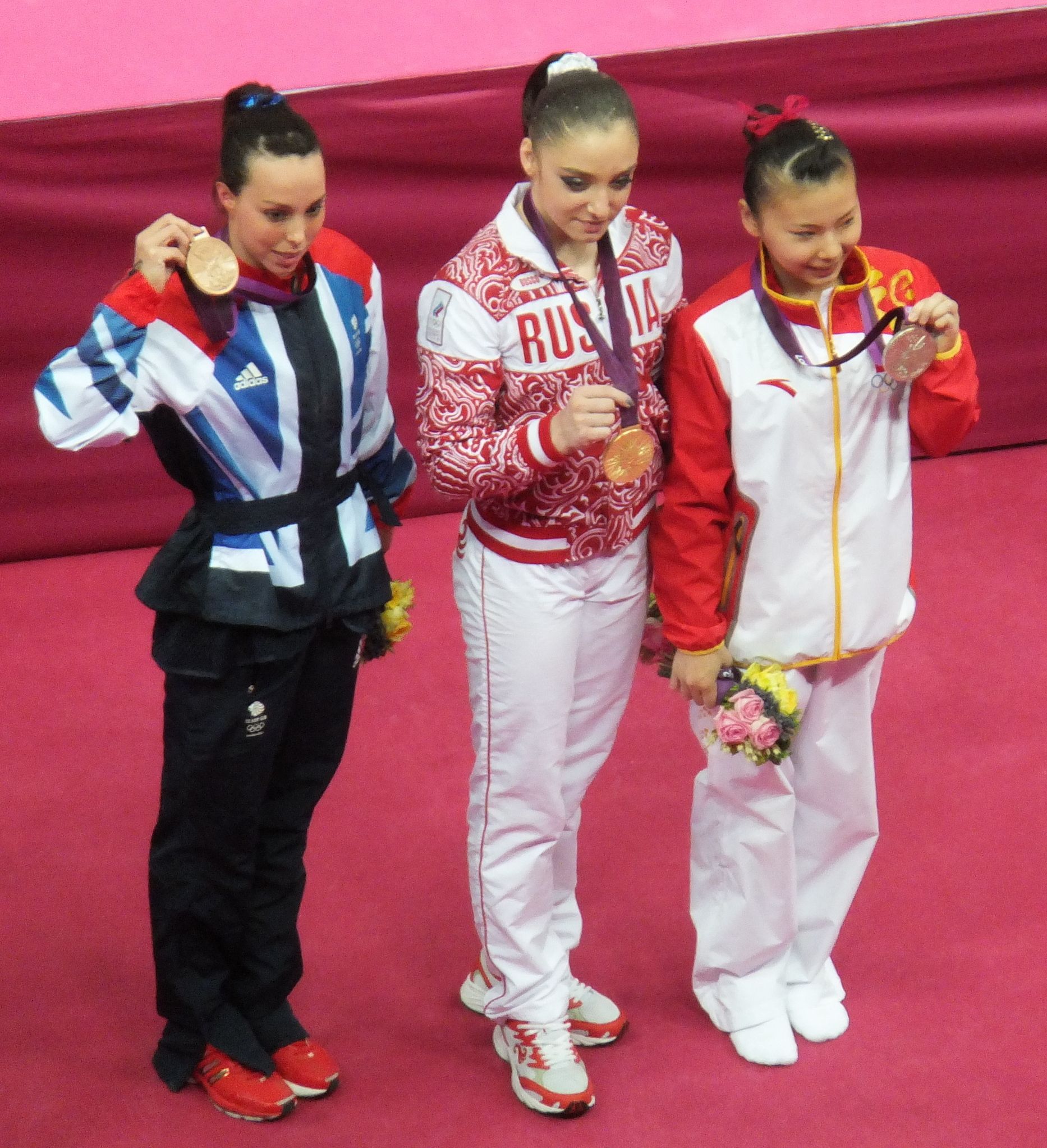
Алія Мустафіна (у центрі) із золотою медаллю, яку вона одержала за перемогу у вправах на брусах.

В рамках підготовки до літніх Олімпійських ігор Алія взяла участь у чемпіонаті Європи, а також у чемпіонаті і кубку Росії. На Олімпійських іграх у Лондоні Мустафіна кваліфікувалася у фінал як в індивідуальних змаганнях (у багатоборстві, а також у вправах на брусах і вільних вправах), так і в складі збірної Росії в командній першості. Разом зі співвітчизницями Алія виграла срібло в командному багатоборстві. Її напарницями по збірній були Вікторія Комова, Анастасія Гришина, Ксенія Афанасьева і Марія Пасєка. У фіналі командного багатоборства вона поліпшила свій же кваліфікаційний результат. Також Алія у важкій боротьбі виграла бронзу в індивідуальному багатоборстві. За абсолютно однакової кількості балів росіянка посіла третє місце за додатковим показником — сума балів у трьох дисциплінах з чотирьох, без урахування очок на найгіршому снаряді. Алія не стала робити той елемент, через який зазнала травми — «2,5 гвинта Юрченко». В соревнованиях на разновысоких брусьях Алия завоевала золотую олимпийскую медаль, набрав 16,133 балла. У XXI столітті це було перше російське «золото» на Олімпійських іграх у цьому виді спорту. У вільних вправах Алія взяла бронзову медаль. Маючи однакову кількість очок з Ванессою Феррарі, росіянка виявилася вищою завдяки більш високій оцінці за виконання. За підсумками Ігор Алія стала найбільш згадуваною спортсменкою в російських соціальних мережах, а також найбільш титулованою росіянкою на Іграх у Лондоні.

### Другий олімпійський цикл
В інтерв'ю після Ігор Алія заявила, що не збирається кидати спортивну гімнастику і хоче побувати на наступній Олімпіаді в Ріо-де-Жанейро. Першим стартом спортсменки після Олімпійських ігор мав стати етап кубка світу в Штутгарті. Жіноча збірна Росії на чолі з олімпійською чемпіонкою здобула перемогу в командних змаганнях, набравши 109,450 бала. 2013 року тренеркою гімнастки стала Раїса Ганіна

### Універсіада 2013
За тиждень до змагань у Мустафіної була сильна застуда: «Алія не травмована, просто змушена була пройти обстеження. Лікарі дозволили їй взяти участь у змаганнях, але вона тиждень не тренувалася». Попри це, гімнастка в складі команди здобула золоту медаль з сумою 175,500 бала, стала переможницею Універсіади в індивідуальному багатоборстві, незважаючи на падіння на колоді, набрала 57,900 бала. Алія здобула перемогу в змаганнях на різновисоких брусах з результатом 15,200 бала, а також посіла друге місце у вправах на колоді з сумою 14,525 бала.

### Чемпіонат світу 2013
Жіноча збірна Росії приїхала до Антверпена в ослабленому складі. Через травми не приїхали медалістки Олімпіади: Ксенія Афанасьєва, Марія Пасєка та Анастасія Гришина. Замість Вікторії Комової тренери заявили Анну Родіонову. Крім Родіонової Росію в багатоборстві представляла Алія. Саме їй відводили роль однією з претенденток на перемогу. У кваліфікації Мустафіна показала лише 5-й результат. У фінальний день багатоборства Мустафіна стояла на четвертій позиції, але після виконання вільних вправ Алія втримала позицію і виграла бронзу з результатом 58, 856 бала. У фіналі на окремих снарядах, у вправах на різновисоких брусах стала бронзовою призеркою чемпіонату світу з сумою балів 15,033. У заключний день чемпіонату світу принесла російській команді єдине золото. Алія перемогла у вправі на колоді з сумою 14,900 бала. У підсумку збірна Росії в загальнокомандному заліку опинилася на 4-му місці. Алія з одним «золотом» і двома бронзовими нагородами посіла друге місце в особистому заліку, поступившись Сімон Бейлз.

### 2014 рік
Після закінчення попереднього сезону Алія Мустафіна збиралася піти зі спорту. «В кінці минулого року вона підійшла до мене і сказала, що дуже втомилася і хоче піти з гімнастики, — згадує Андрій Родіоненко. — І я її розумію. У минулому сезоні вона успішно виступала і на квітневому чемпіонаті Європи в Москві, і влітку на Універсіаді в Казані. А восени зуміла завоювати золоту та бронзову нагороди на чемпіонаті світу в Бельгії». Керівництво збірної дало гімнастці невеликий відпочинок (близько місяця). У лютому гімнастка продовжила тренуватися і готуватися до Чемпіонату Росії.
На Чемпіонаті Європи 2014, який проходив у Софії, Алія завоювала бронзову нагороду в складі команди і у вправах на колоді. Також посіла друге місце у вправах на брусах з результатом 15,266, поступившись першим місцеі Реббеці Дауні. У середині червня перенесла операцію на гомілкостопі в Німеччині, близько місяця проходила реабілітацію.
У серпні 2014 року виграла змагання в індивідуальному багатоборстві на Кубку Росії, що проходив у Пензі.
З грудня 2014 року тренується під керівництвом тренера Сергія Старкіна. Також наприкінці грудня гімнастка пройшла курс лікування спини в Німеччині і після повернення в Росію продовжила медикаментозне лікування.

### Чемпіонат світу
Жіноча Збірна Росії приїхала на змагання в оновленому складі. Мустафіна завоювала бронзу в командних змаганнях і посіла четверте місце в особистому багатоборстві (57,915 бала). Як виявилося, гімнастка виступала з температурою. На вільних вправах Мустафіна сіла на килим, втративши рівновагу. Також Алія в останній день чемпіонату світу завоювала дві бронзові медалі на колоді та вільних вправах. На останньому снаряді гімнастка збільшила свою базову вартість і назвала свій ризик виправданим.
Після чемпіонату світу гімнастка розповіла про те, що відчувала втому після Ігор, тому, взявши відпочинок тривалістю 1,5 місяці після чемпіонату світу 2013 і після операції в Німеччині на гомілкостопі в червні 2014, не встигла збільшити базову вартість.

### 2015 рік
У лютому сказала про те, що пропустить Чемпіонат Росії і Європи через відновлення, буде готуватися до I Європейських ігор, Універсіади 2015, відбіркового Чемпіонату Світу 2015. На Європейських іграх стала чемпіонкою у командній та абсолютній першості, а також на різновисоких брусах, взяла також срібну медаль у вільних вправах.

### 2016 рік
Алія включена в заявку збірної Росії на Олімпійські ігри 2016 року. Завоювала у складі збірної Росії срібну медаль у командній першості, бронзову медаль в особистій першості, а також вдруге поспіль виграла титул чемпіонки у вправах на різновисоких брусах.
Алія заявила, що після Ігор візьме дворічну паузу, а потім відновить тренування для підготовки до участі в Олімпійських іграх у Токіо.

### 2017 рік
Алія вирішила відновити тренування з 3 вересня 2017 року для підготовки до чемпіонату Європи 2018.

## Досягнення
Дворазова олімпійська чемпіонка 2012 та 2016 років у вправі на брусах, дворазова срібна та триразова бронзова призерка ОІ 2012 та 2016 років. Триразова чемпіонка світу: абсолютна чемпіонка світу 2010 року, чемпіонка світу в командній першості 2010 року; триразова віце-чемпіонка світу 2010 року на окремих снарядах, чемпіонка світу 2013 року у вправах на колоді; дворазова бронзова призерка чемпіонату світу 2013 року в абсолютній першості та у вправі на брусах; чемпіонка і дворазова срібна призерка чемпіонату Європи 2010 року; чемпіонка Європи 2013 року в абсолютній першості і у вправі на брусах; срібна призерка чемпіонату Європи 2012 року в командній першості; переможниця і призерка етапів Кубка світу; багаторазова чемпіонка Росії та володарка Кубка Росії; триразова чемпіонка Універсіади-2013, срібна призерка Універсіади-2013, срібна призерка Чемпіонату Європи 2014, дворазова призерка Чемпіонату Європи 2014 в командній першості, у вправі на колоді; триразова бронзова призерка Чемпіонату Світу 2014 (командна першість, колода, вільні).

## Характер
Старша тренерка збірної Валентина Родіоненко вважає, що, попри важкий характер, у олімпійської чемпіонки є важлива якість для будь-якого спортсмена: вона може в потрібний момент зібратися. Тренер спортсменки Олександр Александров же стверджує, що у всіх чемпіонів складний характер, при цьому він не любить поступливих. Водночас, Олександр Сергійович не вважає, що Алія — найскладніша учениця в складі збірної. Батько гімнастки також не заперечує складність її характеру, при цьому додає, що вона дуже вразлива.

## Особисте життя
2012 року Алія закінчила середню школу і в 2013 році вступила до університету фізичної культури. Гімнастка зізнається, що не дуже хоче бути тренеркою в майбутньому. «Я б не сказала, що я дуже хочу бути тренеркою в майбутньому, але принаймні зараз я можу поєднувати навчання і спорт. Приємно знати, що коли я закінчу зі спортом, у мене буде освіта і я зможу працювати тренеркою, водночас придивляючись і вибираючи те, чим я дійсно хочу займатися».
З вересня 2015 року зустрічалася з бобслеїстом збірної РФ Олексієм Зайцевим, 3 листопада 2016 року вступила з ним в офіційний шлюб. У червні 2017 року народила дочку Алісу.

## Виступи на Олімпіадах
| Олімпіада   | Дисципліна        | Місце    |
| ----------- | ----------------- | -------- |
| Лондон 2012 | абсолютний залік  | 3        |
| Лондон 2012 | командний залік   | 2        |
| Лондон 2012 | вільні врави      | 3        |
| Лондон 2012 | різновисокі бруси | 1        |
| Лондон 2012 | колода            | 12T r1/2 |
| Ріо 2016    | командний залік   | 2        |
| Ріо 2016    | абсолютний залік  | 3        |
| Ріо 2016    | різновисокі бруси | 1        |

## Нагороди та спортивні звання

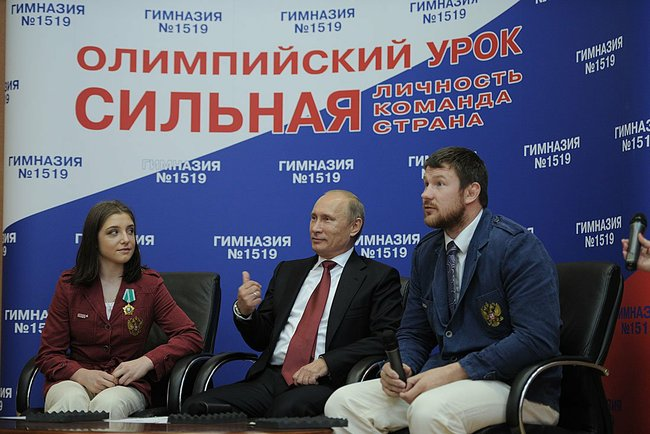
Алія Мустафіна з орденом Дружби на олімпійському уроці 1 вересня 2012 разом із Володимиром Путіним

- Орден Пошани (25 серпня 2016 року) — за високі спортивні досягнення на Іграх XXXI Олімпіади 2016 року в місті Ріо-де-Жанейро (Бразилія), проявлені волю до перемоги і цілеспрямованість[86].
- «Срібна лань» — найкращий спортсмен року (Федерація спортивних журналістів Росії, 18 грудня 2013 року)[87].
- Почесна грамота Президента Російської Федерації (19 липня 2013 року) — за високі спортивні досягнення на XXVII Всесвітній літній універсіаді 2013 року в місті Казані[88].
- Орден Дружби (13 серпня 2012 року) — за великий внесок у розвиток фізичної культури і спорту, високі спортивні досягнення на Іграх XXX Олімпіади 2012 року в місті Лондоні (Велика Британія)[89].
- Заслужений майстер спорту Росії (21 червня 2010 року)[90].
- Майстер спорту Росії (31 березня 2009 року)[91].
- Майстер спорту Росії міжнародного класу (22 грудня 2008 року)[92].
- Орден Пошани (25 серпня 2016 року) — за високі спортивні досягнення на Іграх XXXI Олімпіади 2016 року в місті Ріо-де-Жанейро (Бразилія), проявлені волю до перемоги і цілеспрямованість.